# Bardengesang auf Gibraltar: O Calpe! Dir donnert's am Fusse

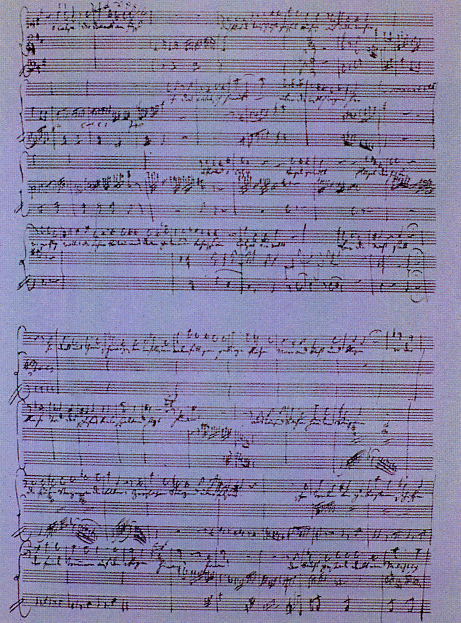
Manuscrito del fragmento.

Bardengesang auf Gibraltar: O Calpe! Dir donnert's am Fusse (en alemán, Canción de bardos sobre Gibraltar: ¡Oh, Calpe! Trona a tus pies), K. Anh. 25/386d, es el título de un fragmento inacabado para voz y piano compuesto por Wolfgang Amadeus Mozart en 1782 para conmemorar el Gran Asedio a Gibraltar. La letra de la canción es obra del poeta y bibliógrafo austriaco Michael Denis (1729–1800).

## Historia
Mozart nunca visitó Gibraltar y su patria, Austria, no estaba envuelta en la guerra entre España, Gran Bretaña y Francia, que incluía el Gran Asedio. Sin embargo, dado que Mozart era austriaco, y Gibraltar había sido tomada en el año 1704 por la Gran Alianza de Poderes en nombre del Archiduque de Austria, cuando el Gran Asedio ocurrió entre los mismos oponentes cuando, ochenta años antes, Austria era aliada de los defensores.
Además, Mozart no sentía mucho afecto hacia los franceses; por el contrario, sentía cierto cariño hacia los británicos, y dos de sus estudiantes ingleses estaban entre sus favoritos.
En una carta del 28 de diciembre de 1782, Mozart escribió:

<<...Estoy involucrado en una tarea muy difícil, la música para la canción del bardo de Denis sobre Gibraltar. Pero esto es un secreto, es una dama húngara quien desea hacerle este cumplido a Denis [se refiere a lo de calificarlo como "bardo"]. La oda es sublime, bella, nada que a ti te agrade, pero demasiado exagerada y pomposa para mis exigentes oídos. ¿Pero qué se puede hacer? El dorado significado de la verdad en todas las cosas no es más largo ni conocido ni apreciado. Con la intención de conseguir aplausos uno debe escribir cosas tan estúpidas que hasta un inepto pueda cantarlas, o tan ininteligibles que agraden precisamente porque los hombres insensatos puedan comprenderlas...>>

## Texto
| O Calpe! Dir donnert's am Fuße, Doch blickt dein tausendjähriger Gipfel Ruhig auf Welten umher. Siehe! Dort wölket sich hinauf, Über die westlichen Wogen her, Wölket sich breiter und ahnender auf. Es flattert, o Calpe! Segelgewölk! Flügel der Hilfe! Wie prächtig wallet die Fahne Britanniens, Deiner getreuen Verheißerin! Calpe! Sie wallt! Aber die Nacht sinkt! Sie deckt mit ihren schwarzesten, Unholdsten Rabenfittichen Gebirge, Flächen, Meer und Bucht und Klippen, Wo der bleiche Tod des Schiffers, Kiele spaltend, sitzt. Hinan! Aus tausend Rachen heulen Stürme. Die Fluten steigen an die Wolken, Zerplatzen stürzend über Felsen. Schon treiben von geborst'nen Schiffen Der Feinde Trümmer auf den Wogen. Hinan! Hinan! | ¡Oh, Calpe! Trona a tus pies, mientras tu cumbre milenaria observa serena el mundo a su alrededor. ¡Mira! Allí arriba, el cielo se nubla sobre las olas del Oeste; las nubes son cada vez más amenazadoras. Laten, oh Calpe –¡el mar, cubierto de velas!– ¡alas de socorros! ¡Qué magnífica ondea la bandera de Bretaña, tu leal protectora! ¡Oh, Calpe! ¡Sí, ondea! ¡Pero cae la noche! Ella cubre con sus más negras y siniestras alas de cuervo, montañas, llanuras, mares y bahías; y escollos, donde la muerte pálida espera a los navegantes, destrozando las quillas de sus naves. ¡Adelante! De mil gargantas surge la tempestad. La marea sube hasta tocar las nubes y el oleaje chasquea impetuoso contra los escollos. Ya van a la deriva sobre las olas los restos de los barcos enemigos destrozados. ¡Adelante! ¡Adelante! |  |

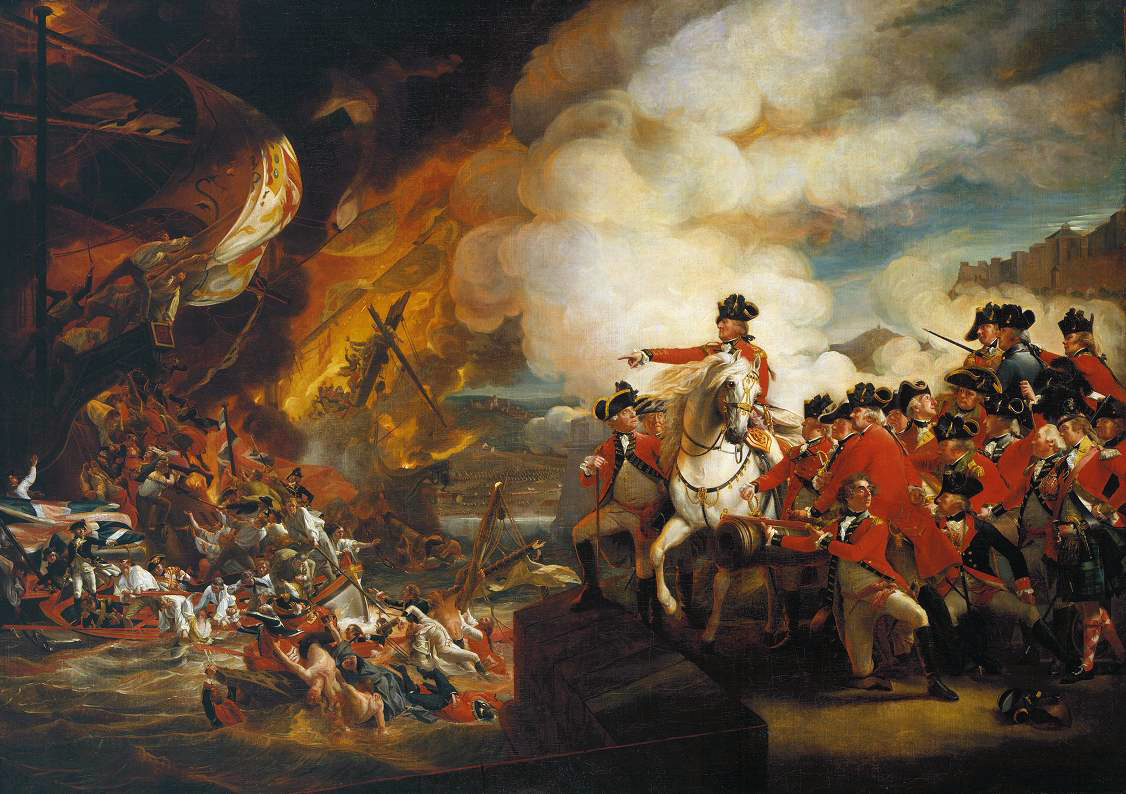
La derrota de las baterías marinas en Gibraltar durante el Gran Asedio, pintura al óleo de John Singleton Copley.